# Rjanyj (1900)
Rjanyj (Рьяный), początkowo Sowa, następnie S1 – rosyjski niszczyciel z początku XX wieku i okresu I wojny światowej, jedna z 27 jednostek typu Sokoł. Okręt został zwodowany 7 lipca 1900 roku w stoczni Zakładów Newskich w Petersburgu pod nazwą „Sowa”, a do służby w Marynarce Wojennej Imperium Rosyjskiego wszedł w maju 1902 roku pod nazwą „Rjanyj”, z przydziałem do Floty Bałtyckiej. Od 1914 roku jednostkę wykorzystywano jako okręt łącznikowy, a w 1916 roku została przebudowana na trałowiec. Opanowany przez bolszewików okręt został w kwietniu 1918 roku pozostawiony w Helsinkach i został wcielony do Fińskiej Marynarki Wojennej, gdzie służył pod oznaczeniem S1 do 1930 roku.

## Projekt i budowa
„Rjanyj” był jednym z kilkudziesięciu niszczycieli typu Sokoł, który został wykonany przez rodzimy przemysł okrętowy na wzór zbudowanego w Wielkiej Brytanii prototypu – „Sokoła”. Na skutek szybkiego rozwoju tej klasy okrętów na świecie i opóźnień rosyjskich stoczni, w chwili wejścia do służby, okręty te z racji niewielkiej wyporności i uzbrojenia bardziej odpowiadały już klasie torpedowców. Początkowo okręty klasyfikowane były jako torpedowce i dopiero w 1907 roku zaliczono je do nowo wyodrębnionej w Rosji klasy niszczycieli (dosłownie: torpedowców eskadrowych, ros. eskadriennyj minonosiec).
Okręt zbudowany został w Zakładach Newskich w Petersburgu. Początkowo otrzymał nazwę „Sowa” (Сова – sowa). Stępkę pod budowę niszczyciela położono w 1899 roku, został zwodowany 26 czerwca?/8 lipca 1899 roku, a próby odbiorcze prowadzono w październiku 1901 roku. Do służby w Marynarce Wojennej Rosji przyjęto go w maju 1902 roku, już pod nazwą „Rjanyj” (Рьяный – zapalczywy), zmienioną 9 marca 1902 roku.

## Dane taktyczno-techniczne
Okręt był niewielkim, czterokominowym niszczycielem z taranowym dziobem. Długość całkowita wykonanego ze stali niklowej kadłuba wynosiła 57,91 metra, szerokość 5,64 metra i zanurzenie 2,29 metra. Wyporność normalna wynosiła 220 ton, a pełna 240 ton. Okręt napędzany był przez dwie maszyny parowe potrójnego rozprężania o mocy 3800 KM, poruszające dwie śruby, do których parę dostarczały cztery kotły Yarrow. Na próbach „Rjanyj” osiągnął maksymalną prędkość 26,8 węzła. Okręt mógł zabrać zapas węgla o masie 58-80 ton, co zapewniało zasięg wynoszący od 450 do 660 Mm przy prędkości 13 węzłów.
Okręt wyposażony był w dwie pojedyncze obrotowe wyrzutnie torped kalibru 381 mm, umieszczone w osi podłużnej na pokładzie na rufie, z zapasem sześciu torped. Główne uzbrojenie artyleryjskie stanowiło pojedyncze działo kal. 75 mm Canet o długości 50 kalibrów (L/50), umieszczone na platformie nad pomostem bojowym, strzelające pociskami o masie 4,9 kg, z zapasem 160 pocisków przeciwpancernych. Uzbrojenie uzupełniały trzy pojedyncze działa kal. 47 mm Hotchkiss M1885 L/40 (dwa umieszczone na burtach za pomostem bojowym i jedno na samej rufie). Strzelały pociskami o masie 1,5 kg, a zapas amunicji wynosił 800 sztuk.
Załoga okrętu liczyła początkowo 52 osoby, w tym czterech oficerów.  Do początku I wojny światowej załoga wzrosła do 61 osób, w tym czterech oficerów.

## Służba
Niszczyciel wszedł w skład Floty Bałtyckiej. W 1910 roku dokonano modernizacji uzbrojenia jednostki: zdemontowano obie wyrzutnie torped kal. 381 mm i wszystkie działka kal. 47 mm, instalując w zamian dwie pojedyncze wyrzutnie torped kal. 450 mm oraz drugą armatę kal. 75 mm (usytuowaną w pobliżu rufy) i dwa pojedyncze karabiny maszynowe kal. 7,62 mm. Prócz tego okręt przystosowano do przenoszenia 10 min. W 1914 roku „Rjanyj” został pozbawiony uzbrojenia torpedowego i stał się okrętem łącznikowym, znajdując się w składzie 6. Dywizjonu II Dywizji Torpedowej. W sierpniu 1914 roku jednostka wzięła udział w odnalezieniu niemieckiego krążownika „Magdeburg”, który osiadł na mieliźnie w rejonie wyspy Osmussaar. W czerwcu 1915 roku „Rjanyj” wziął udział w akcji ratowniczej po zatopieniu przez SM U-26 stawiacza min „Jenisej”, biorąc na pokład 19 rozbitków. W styczniu 1916 roku okręt został przystosowany do pełnienia roli trałowca, bez wyrzutni torped. Jednostka została przydzielona do 2. Dywizjonu Dywizji Trałowców.

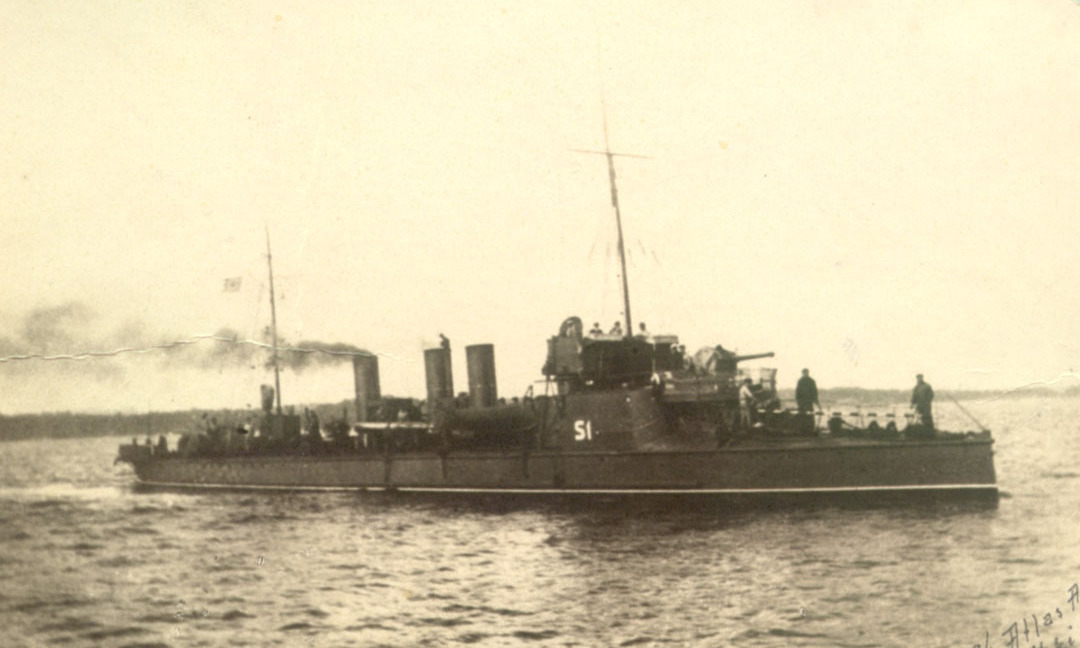
Jako S1 w fińskiej służbie

W wyniku rewolucji październikowej okręt został przejęty przez bolszewików, po czym, porzucony w Helsinkach, został 13 kwietnia 1918 roku zdobyty przez Finów.  Po zawarciu traktatu pokojowego w Tartu w 1920 roku miał być zwrócony Rosji radzieckiej, lecz zamiast tego został wraz z dwoma innymi (S2 i S5) odkupiony przez Finlandię po cenie złomu. W fińskiej służbie miał dwa działa głównego kalibru i tylko jedną wyrzutnię torped. 
W 1925 roku S1 brał udział w jesiennym rejsie szkolnym po Zatoce Botnickiej, podczas którego 3 października zespół  czterech okrętów trafił w silny sztorm z huraganowym wiatrem i po północy zatonął torpedowiec S2. S1 zdołał dopłynąć, walcząc z falami, do Mäntyluoto koło Pori z niecałym workiem zapasu węgla na pokładzie. Jednostka pełniła służbę w Marynarce Wojennej Finlandii pod nazwą S1 do wycofania w 1930 roku. Według innych publikacji, S1 został w latach 1930-32 przebudowany i używany jako dozorowiec, a następnie okręt-cel, po czym został skreślony w 1939 roku.